# Người Hobbit (loạt phim)
The Hobbit là một bộ ba phần phim thuộc thể loại sử thi anh hùng ca giả tưởng được đạo diễn, sản xuất và chuyển thể thành phim bởi Peter Jackson, dựa theo tiểu thuyết giả tưởng cùng tên của J. R. R. Tolkien xuất bản năm 1937, The Hobbit. Bộ phim gồm ba phần mang tên An Unexpected Journey (2012), The Desolation of Smaug (2013), và The Hobbit: The Battle of Five Armies (2014). Xuất phát từ 3 chương trong tiểu thuyết The Lord of the Rings ("Chúa tể của những chiếc nhẫn") của Tolkien, cũng như tiếp nối và giới thiệu nhiều tình tiết mới trong cuốn tiểu thuyết mới nhất của nhà văn là The Hobbit. Tương tự như tiểu thuyết, bộ ba phim của Jackson là Hobbit là phần trước (tiền truyện) của loạt phim Chúa tể của những chiếc nhẫn cùng chuyển thể từ tác phẩm cùng tên của Tolkien Lord of the Rings.
Một số diễn viên đảm nhận lại vai diễn của mình trong The Lord of the Rings, như Ian McKellen, Andy Serkis, Ian Holm, và Hugo Weaving, cũng như một số nhân vật tuy không có trong truyện nhưng xuất hiện trên phim như Cate Blanchett, Christopher Lee, Elijah Wood, và Orlando Bloom. Lấy bối cảnh là thế giới giả tưởng tại Middle Earth (Trung địa), bộ phim theo chân anh chàng người hobbit trẻ tuổi Bilbo Baggins (Martin Freeman), được pháp sư Gandalf Áo Xám (McKellen) lựa chọn để đồng hành cùng 13 người lùn dẫn đầu là Thorin Khiên Sồi (Richard Armitage) trong một cuộc hành trình đến Lonely Mountain đề tiêu diệt con rồng Smaug (Benedict Cumberbatch).
Đây là dự án phim bom tấn của điện ảnh Mỹ (hợp tác với Anh và New Zealand), với đầu tư 625 triệu USD, được xem là bộ phim có chi phí cao nhất trong lịch sử điện ảnh Mỹ, nếu tính cả ba phần phim.

## Diễn viên
- Martin Freeman vai Bilbo Baggins
- Ian Holm vai Bilbo Baggins già
- Ian McKellen vai Gandalf the Grey
- Richard Armitage vai Thorin Oakenshield
- Graham McTavish vai Dwalin
- Ken Stott vai Balin
- Aidan Turner vai Kíli
- Dean O'Gorman vai Fíli
- Mark Hadlow vai Dori
- Jed Brophy vai Nori
- Adam Brown vai Ori
- John Callen vai Óin
- Peter Hambleton vai Glóin
- William Kircher vai Bifur
- James Nesbitt vai Bofur
- Stephen Hunter vai Bombur
- Christopher Lee vai Saruman the White
- Elijah Wood vai Frodo Baggins
- Orlando Bloom vai Legolas
- Evangeline Lilly vai Tauriel
- Andy Serkis vai Gollum
- Hugo Weaving vai Elrond
- Benedict Cumberbatch vai lồng tiếng Smaug, the Necromancer
- Mikael Persbrandt vai Beorn
- Lee Pace vai Thranduil
- Stephen Fry vai Master of Lake-town
- Luke Evans vai Bard the Bowman
- Cate Blanchett vai Galadriel
- Sylvester McCoy vai Radagast the Brown
- Jeffrey Thomas vai Thrór
- Mike Mizrahi vai Thráin II
- Bret McKenzie vai Lindir
- Ryan Gage vai Alfrid
- Barry Humphries vai the Great Goblin
- Conan Stevens vai Azog